# Матачи (муниципалитет)
Матачи́ (исп. Matachí) — муниципалитет в Мексике, штат Чиуауа с административным центром в одноимённом посёлке. Численность населения, по данным переписи 2010 года, составила 3104 человека.

## Общие сведения
Название Matachí с астекского языка можно перевести как «ручной метате».
Площадь муниципалитета равна 727 км², что составляет 0,29 % от общей площади штата, а наивысшая точка — 2060 метров, расположена в поселении Лас-Мансанас.
Он граничит с другими муниципалитетами штата Чиуауа: на северо-востоке с Намикипой, на востоке и юге с Герреро, на западе и севере с Темосачиком.

## Учреждение и состав
Муниципалитет был образован 24 июля 1895 года, в его состав входит 25 населённых пунктов, самые крупные из которых:
| Код INEGI | Населённый пункт                                                          | Численность населения (2005 год) | Численность населения (2010 год) |
| --------- | ------------------------------------------------------------------------- | -------------------------------- | -------------------------------- |
| 043       | Всего                                                                     | 3169                             | 3104                             |
| 0001      | Матачи (исп. Matachí) 28°50′33″ с. ш. 107°45′14″ з. д.                    | 1745                             | 1710                             |
| 0002      | Эхидо-Буэнависта (исп. Ejido Buenavista) 28°52′57″ с. ш. 107°34′50″ з. д. | 386                              | 382                              |
| 0007      | Техолокачи (исп. Tejolocachi) 28°45′35″ с. ш. 107°41′53″ з. д.            | 395                              | 373                              |
| 0011      | Ранчо-Бланко (исп. Rancho Blanco) 28°45′16″ с. ш. 107°42′37″ з. д.        | 123                              | 122                              |
| 0005      | Сан-Хосе-де-Нава (исп. San José de Nava) 28°46′25″ с. ш. 107°37′58″ з. д. | 107                              | 106                              |

## Экономика
По статистическим данным 2000 года, работоспособное население занято по секторам экономики в следующих пропорциях: сельское хозяйство, скотоводство и рыбная ловля — 35,3 %, промышленность и строительство — 28,5 %, сфера обслуживания и туризма — 32,4 %, прочее — 3,8 %.

## Инфраструктура
По статистическим данным 2010 года, инфраструктура развита следующим образом:
- электрификация: 97,6 %;
- водоснабжение: 97,9 %;
- водоотведение: 83,7 %.